# Centrismo
Centrismo è il termine usato per definire la posizione ideologica e programmatica che si colloca equidistante dalle ali dello schieramento politico, proponendosi come alternativa moderata sia alla destra sia alla sinistra tradizionali. Il centro si caratterizza per una politica di governo che esclude concessioni agli estremi, sostenendo una linea pragmatica e riformista, non di rado identificata con il moderatismo ideologico. Il centrismo è una posizione politica che implica l'accettazione e il sostegno di un equilibrio di uguaglianza sociale e un grado di gerarchia sociale, mentre si oppone ai mutamenti politici che si tradurrebbero in un significativo spostamento della società fortemente a sinistra o a destra.
Sia la politica di centro-destra che quella di centro-sinistra implicano un'associazione generale con il centrismo che si combina con una certa inclinazione ai rispettivi lati dello spettro politico destra-sinistra. 
Ideologie politiche quali il cristianesimo democratico e il liberalismo sociale (o moderno) possono essere classificate come centriste, al pari della terza via, una dottrina politica moderna che tenta di conciliare la politica di destra e quella di sinistra sostenendo una sintesi delle piattaforme economiche di centro-destra con le politiche sociali di centro-sinistra.
Esso ha un significato diverso nella tradizione marxista, dove si analizza sostanzialmente la posizione intermedia tra rivoluzionari e riformisti rivendicata dai partiti dell'Unione dei Partiti Socialisti per l'Azione Internazionale.

## Definizione
Secondo il Dizionario Garzanti "centrismo" può significare: "1. tendenza, indirizzo di chi occupa una posizione di centro all'interno di uno schieramento politico" o "2. formula politica imperniata sulla coalizione di governo dei partiti di centro", mentre Lo Zingarelli distingue tra "centro" ("3. settore di mezzo in un emiciclo assembleare [...]. Raggruppamento politico di tendenza moderata, sia di uno schieramento di partiti che all'interno di un partito") e "centrismo" ("tendenza di gruppi politici a formare una coalizione di centro dalla quale siano escluse le destre e le sinistre").
Secondo il Dizionario di Politica di Norberto Bobbio, Nicola Matteucci e Gianfranco Pasquino, centrismo: "indica, secondo la tradizionale visione geometrica della politica, [...] la posizione intermedia per antonomasia". "Non vi è dubbio che il centrismo corrisponde al moderatismo, ma mentre per i centristi in medio stat virtus, per gli oppositori esterni centrismo è sinonimo di indecisione, di immobilismo, di opportunismo e così via". Oltre che in questo significato, centrismo può essere inteso anche come "formula di governo" (come nel caso del centrismo degasperiano) e come "modo di funzionamento del sistema partitico" nella trattazione di Maurice Duverger e di Giovanni Sartori.
Il centrismo non implica di per sé appartenenze ideologiche nette in quanto in ogni paese il centro assume caratteristiche diverse. Generalmente è presidiato da partiti che si ispirano al cristianesimo democratico o al liberalismo (nel primo caso il centro ha una caratterizzazione maggiormente religiosa, nel secondo maggiormente laica), sebbene non manchino casi nei quali i socialdemocratici si siano caratterizzati come centristi.
Il centrismo è dunque una cornice ideologica non chiaramente definita, nella quale vengono categorizzati i partiti che si collocano nel mezzo dello schieramento politico e che promuovono una posizione intermedia tra le posizioni di destra e sinistra in campo socio-economico. I partiti di "centro agrario", la cui ideologia è definita come "centrismo agrario" o "post-agrario", presenti nei Paesi scandinavi e in quelli baltici, costituiscono un esempio particolare: i loro programmi, oltre alla difesa degli interessi dei contadini e alla protezione delle comunità rurali, si caratterizzano sempre maggiormente anche per lo sviluppo delle piccole attività imprenditoriali bilanciate con la tutela dell'ambiente, in un'ottica di decentralizzazione.
Anche il populismo viene considerato talvolta una forma di centrismo (è questo, per esempio, il caso dei due maggiori partiti irlandesi, il Fianna Fáil e il Fine Gael), come il concetto di radical centre o radical middle (almeno fin da quando The Economist ha dichiarato che la sua posizione politica è l'extreme centre) e la third way teorizzata da Anthony Giddens.

## Il centrismo nel mondo

### Paesi anglosassoni
Negli Stati Uniti il centrismo definito middle-of-the-road, e recentemente, nel caso del centro-sinistra, third way) non ha dato mai luogo alla nascita di un vero e proprio partito politico, anche se vari esponenti sia del Partito Repubblicano che del Partito Democratico vi si ispirano. Fra i gruppi centristi nel Partito Repubblicano si ricordino la Republican Main Street Partnership (di cui era membro John McCain) e i Rockefeller liberals, mentre nel Partito Democratico sono talvolta considerati centristi gli aderenti al Democratic Leadership Council e la Blue Dog Coalition. Il Partito Libertario, pur sposando principi propri sia dei Repubblicani (in economia) che dei Democratici (sulle questioni sociali), non si può considerare un vero e proprio partito "di centro", quanto piuttosto una forza politica super partes.
Nel Regno Unito, in Canada, Australia e Nuova Zelanda,esattamente come negli Stati Uniti, si trovano esponenti centristi nelle file di entrambi i maggiori partiti. Nel Regno Unito le posizioni centriste sono state assunte dal Partito Liberale, partito che rappresentava la "sinistra" del panorama politico inglese fino al termine della prima guerra mondiale che dal 1920, tuttavia, si è visto scavalcare a sinistra dal Partito Laburista iniziando un declino letterale (cosa che invece non accadde in Canada, dove il Partito Liberale è rimasto il partito principale nel fronte del centro-sinistra). Verso gli anni ottanta ciò che rimaneva del vecchio Partito Liberale britannico (erede degli Whig) si è fuso con un drappello di socialdemocratici centristi fuoriusciti del Partito Laburista, e da tale unione sono nati i Liberal Democratici. Negli ultimi anni si è osservato il riposizionamento del Partito Liberal-democratico alla sinistra del panorama politico britannico, anche a sinistra dei Laburisti, in virtù di una nuova connotazione fortemente progressista, oltre alla sua contrarietà nei confronti della partecipazione guerra in Iraq approvata da Tony Blair, primo ministro laburista.

### Europa continentale
In Europa continentale, sono considerati centristi i partiti di ispirazione cristiano-democratica, come la Democrazia Cristiana in Italia e l'Unione Cristiano-Democratica di Germania (peraltro anche orientata su posizioni di centro-destra), nonché partiti moderati di orientamento liberal democratico, come l'Unione per la Democrazia Francese.
A livello regionale, si collocano nell'area centrista il Partito Popolare Europeo (PPE, centro-destra), il Partito dell'Alleanza dei Liberali e dei Democratici per l'Europa (ALDE, centro) e il Partito Democratico Europeo (PDE, centro-sinistra). Il PPE costituisce il gruppo politico principale al Parlamento europeo e vede l'adesione di cristiano-democratici, conservatori e alcuni liberali: sono presenti partiti tradizionalmente centristi come l'UDC, il MS svedese e i democristiani belgi (CDH e CD&V) unitamente a partiti come l'UMP francese. L'ALDE raggruppa invece liberali conservatori, orientati a destra, i liberali sociali, orientati a sinistra, nonchè forze politiche di tradizione laica.
Infine, si ricordano gli esperimenti di alcuni partiti socialdemocratici europei nel tentativo di conquistare una fetta dell'elettorato centrista, come il new Labour del Partito Laburista britannico e il neue Mitte del Partito Socialdemocratico di Germania. Alcuni teorici, come Anthony Giddens, o commentatori politici, hanno parlato a tal proposito di third way centrista o di radical centre/middle.

### Il centrismo in Italia

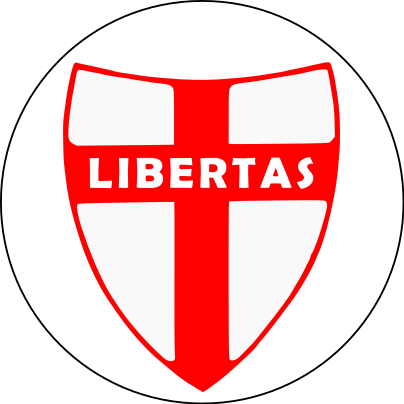
Il logo della Democrazia Cristiana, un ex-partito di centro cattolico che attirò per lungo tempo sia voti dai progressisti non marxisti che dai liberali e conservatori.

In Italia, dal 1946 in avanti, il centrismo è stato principalmente sinonimo di cristianesimo democratico. La DC ha racchiuso al proprio interno variegate posizioni sia in campo economico-sociale che culturale, assimilabili però nel comune alveo della dottrina sociale della Chiesa cattolica.
Accanto alla DC, in Italia, altri partiti inseriti nella corrente "centrista" da alcuni esperti e analisti sono stati il Partito Liberale Italiano (PLI), il Partito Repubblicano Italiano (PRI) e il Partito Socialista Democratico Italiano (PSDI), il primo collocato precisamente nel centro-destra e gli altri due nel centro-sinistra. Il PLI è stato indubbiamente l'erede della cultura liberale al governo del paese dal 1861 al 1922, il PRI della cultura mazziniana. Il primo di orientamento liberale conservatore (almeno fino alla svolta lib-lab di fine anni settanta; altri studiosi lo definiscono, in origine, esclusivamente di "destra"), mentre il secondo, attivo ancora oggi, liberale sociale (secondo una definizione di Ugo La Malfa). Soprattutto in seguito agli anni Settanta, periodo che vide la definitiva affermazione all'interno del PLI della corrente della "sinistra" interna, PLI e PRI tesero sempre più a identificarsi in una comune nuova area politica di ispirazione socio-liberale, da cui le liste comuni per le elezioni europee.
È possibile inoltre definire "centrista" anche il PSDI, partito socialdemocratico e moderato fondato da Giuseppe Saragat, che scelse fin dalla sua fondazione la partecipazione ai governi centristi e rappresentò sempre un alleato fedele per la DC. Il PSDI in pratica, anticipando di quarant'anni le mosse dei partiti socialdemocratici europei, portò la socialdemocrazia italiana su posizioni di centro: una "terza via" ante litteram, sostanzialmente. Pur essendo il PSDI un partito complessivamente "centrista", al suo interno non mancava però un'area di "sinistra" (come del resto anche nel PRI) che teneva a rimarcare la matrice socialista del partito e, pur non volendo rinunciare agli ottimi rapporti con la DC, guardava con "familiarità" al PSI.
Nell'epoca della Seconda Repubblica e, segnatamente, a partire dal 1994, possono definirsi centristi:
- partiti di ispirazione democristiana: Centro Cristiano Democratico (CCD), Cristiani Democratici Uniti (CDU) e Democrazia Europea (DE), confluiti nell'Unione dei Democratici Cristiani e di Centro (UDC), Partito Popolare Italiano (PPI), confluito in Democrazia è Libertà - La Margherita (DL), Popolari UDEUR (UDEUR), Alternativa Popolare, Democrazia Cristiana per le Autonomie (DCA), Popolo della Famiglia (PdF);
- partiti di ispirazione laica o liberale: Rinnovamento Italiano (RI) e I Democratici, confluiti in DL, Patto Segni (Patto), Riformatori Liberali (RL), Partito Repubblicano Italiano (PRI), Radicali Italiani (Rad), Movimento Repubblicani Europei (MRE), Italia Viva (IV), +Europa e Azione;
- partiti di estrazione politica eterogenea: Democrazia è Libertà - La Margherita (DL), che unisce cristiano-sociali, socio-liberali e socialdemocratici; Forza Italia (FI), nata dall'incontro di democristiani, liberali e socialdemocratici e che, dopo la confluenza, nel 2009 ne Il Popolo della Libertà, è stata ricostituita nella nuova Forza Italia; l'Italia dei Valori (IdV); Centro Democratico.

FI, UDC, SVP e PdF aderiscono al Partito Popolare Europeo (PPE), mentre DL era membro fondatore del Partito Democratico Europeo (PDE) e, all'interno del Parlamento europeo, aderiva al Gruppo dell'Alleanza dei Democratici e dei Liberali per l'Europa.

### Altri Paesi
Nei Paesi dell'America Latina, può citarsi il Partito Democratico Cristiano del Cile, più spostato verso il centro-sinistra. In Israele il centro dello schieramento politico è presidiato da Kadima, partito centrista nato dalla confluenza di politici provenienti sia dal Likud (destra) che dal Partito Laburista Israeliano (centro-sinistra). Da notare quindi che come in occidente il centro è cristianesimo democratico o socialdemocrazia, in Israele è religione ebraica democratica e nei paesi musulmani sono i Movimenti liberali nell'islam, in Giappone il Partito Democratico del Giappone (di area buddhista democratica).

### Organizzazioni internazionali
A livello internazionale, i partiti democratici cristiani hanno dato vita all'Internazionale Democratica Centrista, mentre i liberali sono riuniti nell'Internazionale Liberale. Alcuni gruppi e partiti centristi, tra i quali La Margherita italiana, l'UDF francese e la New Democrat Coalition americana, hanno dato vita, insieme a partiti di ispirazione liberale e centrista all'Alleanza dei Democratici.